# Amplituda

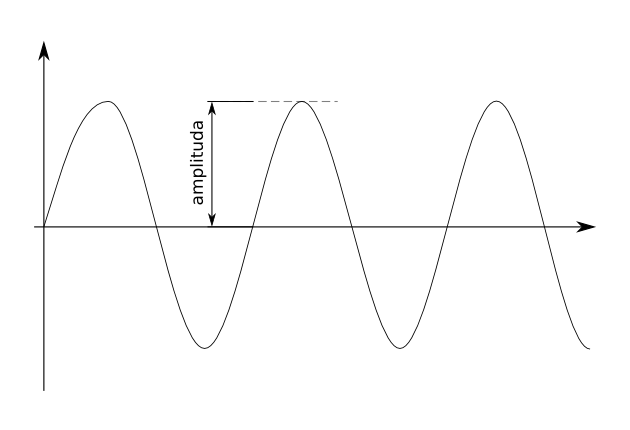
Amplituda sinusové vlny

Amplituda (též výkmit či rozkmit) je maximální hodnota periodicky měnící se veličiny. Spolu s frekvencí/úhlovou frekvencí, počáteční fází a u vln též vlnovou délkou/vlnovým vektorem je amplituda jedním ze základních parametrů periodických dějů.

## Značení
K označení amplitudy se většinou používá značka měnící se veličiny s indexem m (maximální), příp. velké stejné písmeno, jako je značka veličiny. Pro okamžitou výchylku mechanického kmitání představuje amplituda maximální výchylku, ozn. ym nebo Y, pro okamžitou rychlost mechanického kmitání, které představuje amplituda maximální rychlost, ozn. vm, u střídavého proudu, resp. střídavého napětí je amplituda největší hodnota, které střídavý proud, resp. napětí dosáhne, ozn. Im, resp. Um.

## Vlastnosti
Během jedné periody se okamžitá hodnota harmonicky opakující se veličiny rovná amplitudě dvakrát – jednou v kladném směru, podruhé v záporném směru.
U netlumeného kmitání je amplituda konstantní (stálá), u tlumeného kmitání se velikost amplitudy postupně zmenšuje.
Při skládání dvou periodických dějů může dojít k rezonanci, kdy výsledná amplituda je výrazně větší než původní amplitudy.